# Острів любові (фільм, 2014)
«Острів любові» (босн. Otok ljubavi) — фільм 2014 року режисерки Ясміли Жбаніч.

## Акторський склад
- Аріан Лабед — Ліліан
- Ермін Браво — Гребо
- Ада Кондееску — Флора
- Франко Нерон — маркіз Полезіні
- Леон Лучев — Стіпіца
- Бранка Петрич — Мадам Генцль

## Сюжет
Острів любові розповідає історію вагітної француженки, яка живе в Сараєво зі своїм чоловіком-боснійцем та їхньою дочкою. Вони їдуть у відпустку на хорватський острів, де все ускладнюється, коли їх усіх приваблює красива жінка.

## Критика
Стівен Далтон дав негативну рецензію в The Hollywood Reporter : «Острів любові — це не тонкий фільм. Діалог, написаний і зіграний людьми, для яких англійська є другою або третьою мовою, сповнений банальних реплік і незграбних поворотів. Операторська робота також відчувається дивно тремтливою, з великою кількістю раптових змін відстані від камери, які мали б більше сенсу в мок'юментарі, ніж у такій солодкій комічній дрібниці. Персонажі мультяшні, їхня романтична криза дуже неправдоподібна, а їхнє остаточне примирення — жахливо безглузде».

## Зовнішні посилання
- Острів любові на сайті IMDb (англ.)